# Dipartimento di Villaguay
Villaguay è un dipartimento argentino, situato nella parte centrale della provincia di Entre Ríos, con capoluogo Villaguay. Esso è stato istituito il 13 aprile 1849.

## Geografia fisica
Esso confina con i dipartimenti di La Paz, Federal, San Salvador, Colón, Uruguay, Tala, Nogoyá e Paraná.

## Società

### Evoluzione demografica
Secondo il censimento del 2001, su un territorio di 6753 km², la popolazione ammontava a 48 416 abitanti, con un aumento demografico dell'11,88% rispetto al censimento del 1991.

## Amministrazione
Nel 2001 il dipartimento comprendeva:
- 3 comuni (municipios in spagnolo):
  - Villaguay
  - Villa Clara
  - Villa Domínguez
- 9 centri rurali (centros rurales de población in spagnolo):
  - Jubileo
  - Lucas Norte
  - Lucas Sur Primera
  - Paso de La Laguna
  - Raíces Oeste
  - Estación Raíces
  - Ingeniero Sajaroff
  - Mojones Sur
  - Mojones Norte
  - Lucas Sur Segundo